# Кайт-бей (султан)
Султан Абу ан-Наср Сайф ад-Дин аль-Ашраф Кайт-бей (араб. السلطان أبو النصر سيف الدين الأشرف قايت باي; ок. 1417 — 7 августа 1496) — 18-й султан Египта из династии Бурджитов (1468—1496). 

## Происхождение
Будучи черкесом по рождению, был куплен султаном Барсбеем, а затем освобождён султаном Джакмаком.

## Правление
Во время своего правления стабилизировал государство и экономику мамлюков, установил северные границы Мамлюкского султаната с Османской империей, занимался торговлей с другими современными государствами и стал великим покровителем искусства и архитектуры. 
Хотя Кайт-бей участвовал в 16-ти военных кампаниях, его больше всего помнят благодаря впечатляющим строительным проектам, которые он спонсировал, оставив свой след в качестве архитектурного покровителя в Мекке, Медине, Иерусалиме, Дамаске, Алеппо, Александрии и каждом квартале Каира.